# Terina tanyeces
Terina tanyeces là một loài bướm đêm trong họ Geometridae.